# Рабство в Византии
Рабство в Византии (др.-греч. δουλεία) существовало на протяжении всей её истории. Основным источником рабов были военнопленные, начиная с X века преимущественно с Балканского полуострова и Северного Причерноморья. Рабы использовались в императорских мастерских и на разнообразных работах в городах. Начиная с XI века институт рабства приходит в упадок, количество рабов сокращается, а рабское состояние начинает рассматриваться как противоречащее законам природы.

## Концепция рабства в Византии
В правовом отношении рабы занимали двойственное положение между людьми и движимым имуществом. Они отвечали за собственные правонарушения, и начиная с VI века причинение смерти рабу рассматривалось как убийство. В прочих отношениях права рабов имели существенные ограничения. Они не могли свидетельствовать в суде или выступать стороной в юридическом процессе; владелец нес за них ноксальную ответственность. Являясь собственностью, рабы не могли обладать правом собственности, хотя могли распоряжаться личным пекулием. Проблематика рабства занимает значительное место в законодательстве императора Юстиниана I (527—565). В Corpus iuris civilis официально провозглашалось разделение всех людей на свободных и рабов (лат. omnes homines aut liberi sunt, aut servi). В Дигестах такое положение вещей обосновывалось следующим образом: по природе все люди рождаются равными, что обусловлено «естественным правом». Тем не менее, исторически, у некоторых народов возник обычай сохранять жизнь военнопленным, продавая их при этом в рабство. В результате, по «праву народов», один человек отдаётся под власть другого вопреки природе и первоначальной свободе.
Современная парадигма изучения рабства связана с трудом Орландо Паттерсона «Рабство и социальная смерть» («Slavery and Social Death», 1982). Концепция «социальной смерти» включает три элемента: «натальное отчуждение» (утрата родственных связей), «абсолютная тирания» и «паразитическая деградация». Для Византии особое значение имеет натальное отчуждение. Паттерсон определяет натальное отчуждение как потерю прав рождения, исключающую принадлежность к социальному порядку. В римском и византийском контексте это выражалось в отрицании родства с отцом: статус раба наследовался от матери, а роль отца замещалась господином. Византия, хотя и не анализировалась Паттерсоном из-за проблематичности её классификации как «рабовладельческого общества», демонстрирует оба аспекта: натальное отчуждение было основой рабского статуса, а термины родства (например, παῖς — дитя/раб, αὐθέντης — родитель/господин) стирали границы между семейной иерархией и отношениями собственности. Рабы, как и члены семьи, не могли свидетельствовать против господина, кроме случаев государственной измены. Согласно правовому сборнику XI века «Пейра», перед императором «отец семейства — ничто, и даже те, кто находится властью (ὑπεξούσιοι) отца, также находится под властью (συνυπεξούσιοί) императора», подчеркивая параллели между властью в доме и государстве.

## Законодательство о рабах

### Браки рабов
Термин αὐθέντης в византийском контексте обозначал лицо, обладающее властью над зависимыми индивидами, включая детей, рабов, слуг или супругу. Основные обязанности αὐθέντης — организация крещения, брака и обеспечение наследства — распространялись как на детей, так и на рабов, хотя с различиями в реализации. Крещение младенцев являлось обязанностью родителей; для рабов хозяин или его родственник обычно выступал крёстным, создавая духовное родство, укреплявшее связь с домохозяйством. Датируемое 1059 годом завещание Евстафия Воилы подтверждает христианский статус рабов в Восточной Анатолии: их дети обучались в церкви Богородицы, становясь клириками. Отступничество каралось для вольноотпущенников возвратом в рабство. Вопрос о браках рабов является предметом дискуссии, в связи с противоречиями между римской правовой традицией и христианской доктриной. Санкцию на союз давал αὐθέντης, аналогично брачным договорам для детей. Наследственные права рабов и вольноотпущенников требовали прямого указания в завещании αὐθέντης, как и для усыновлённых детей без полного статуса. Завещание Воилы детально регламентировало передачу имущества вольноотпущенникам.
Христианская концепция брака противоречила римским правовым нормам в отношении рабов. Хотя рабы считались обладателями души, доступ к церковному браку им долгое время ограничивался. Император Лев VI сделал священническое благословение обязательным для всех браков, создав предпосылки для признания рабских союзов. В 1095 году император Алексей I Комнин разрешил благословение браков между рабами, запретив нехристианские церемонии. Хотя такой брак не приравнивался к свободному, новелла повышала его статус. Распространённой практикой было участие господина в устройстве браков рабов или вольноотпущенников. Евстафий Воила упоминает устройство браков для зависимых лиц. В «Житии Василия Нового» (X век) описано, как господин организовал союз рабыни Феодоры с другим рабом и провёл церемонию без учёта согласия сторон. Правовая неопределённость отражена в эпизоде «мытарства блуда» из «Жития». Демоны обвиняли Феодору в прелюбодеянии, поскольку её союз с сожителем не был освящён церковью. Ангелы возражали, что рабский брак без благословения следует считать блудом (πορνεία), а не прелюбодеянием. Спор завершился в пользу ангелов, но демоны предупредили Феодору о предстоящем испытании на «мытарстве прелюбодеяния».

### Наследование имущества
Византийское право регулировало наследование для рабов и вольноотпущенников. Свободные дети имели право на равные доли наследства; половина имущества резервировалась за ними по закону. Лишение наследства требовало обоснования. Дочери часто получали долю в форме приданого, связывая брак и наследование. Рабы и вольноотпущенники не обладали аналогичными гарантиями, но регулярно упоминались в завещаниях. Рабы могли наследовать имущество после освобождения, но сами составляли часть наследственной массы. Завещание Воилы предусматривало небольшое наследство для вольноотпущенников, меньшее, чем доли дочерей. Завещания Симбатия Пакуриана и его жены Кале в конце XI века включали вольноотпущенников Кале, получивших движимое имущество. Через год после смерти им полагалось зерно и вино с поместий Пакурианов, что предполагало их проживание рядом. Отсутствие детей у пары делало наследство актом благодарности, возможно, с ожиданием молитв за душу завещательницы. До новелл Льва VI и Алексея I Комнина Номоканон XIV титулов запрещал причастие рабам, заключившим брак вне церкви, подтверждая распространенность христианства среди них. Законодательство закрепляло за родителями обязанности по содержанию, воспитанию и обучению детей. Димитрий Хоматиан, архиепископ Охридский и судья, в своём сборнике судебных решений «Понемата Диафора» подчеркивал: природа и закон требуют от отцов обеспечивать детей, заботиться об их содержании и образовании. Использованный им термин «пайдейя» (παίδευσις) обозначал базовое воспитание, а не специальное образование, доступное ограниченному кругу. Источники свидетельствуют, что отдельные рабы получали профессиональную подготовку: «Книга эпарха» регламентировала использование рабов в ремеслах, а завещание Воилы предписывало обучать сыновей вольноотпущенников грамоте в церкви Богородицы для последующего рукоположения. Воила также упоминал вольноотпущенника-переписчика. Завещания Пакурианов косвенно указывают на грамотность вольноотпущенников в монастырских общинах.
Новеллой императора Льва VI (886—912) императорским рабам было дозволено завещать своё имущество, но для прочих категорий таких прав не было даже в XI—XII веках. Другой новеллой Льва VI рабам было запрещено без разрешения владельца становиться священниками или монахами, а заключение христианского брака для них было позволено только при императоре Алексее I Комнине (1081—1118). Дети, рождённые рабыней, наследовали статус матери независимо от статуса отца. Если рабыня находилась в коллективной собственности нескольких господ, её дети разделялись пропорционально между владельцами. Продажа в рабство самого себя была запрещена при Льве VI.

### Освобождение рабов
После освобождения рабы переходили в статус вольноотпущенников, сохраняя обязанность послушания (obsequium) бывшему господину. Неисполнение обязательств, трактуемое как «неблагодарность», могло повлечь потерю свободы. Дети вольноотпущенников (εὐγενεῖς) оставались зависимыми от семьи прежнего хозяина. В завещании Евстафия Воилы вольноотпущенница Селегнун, несмотря на освобождение, передавалась в услужение дочери Марии. Терминология описания обязанностей детей по отношению к родителям и вольноотпущенников использовалась идентичная. Воила, в свою очередь проведший жизнь в услужении, называет своего господина и его сыновей и его сыновей терминами αὐθένται и αὐθεντόπουλοι.
Освобождение раба укрепляло связь с семьей бывшего хозяина, создавая постоянную символическую зависимость. Вольноотпущенники становились хранителями памяти: Воила прикрепил своих вольноотпущенников к церковным учреждениям на землях. Например, рабы Музес и Гарипий получили свободу и три номисмы «ради спасения и поминовения возлюбленного сына Романа», возлагая на вольноотпущенников обязанность молитв за усопших, аналогичную родственнической.

## Поступление рабов в Византию
Значительное количество рабов поступило в Византию в результате победоносных войн Юстиниана I, особенно после Вандальской войны. Согласно Прокопию Кесарийскому, византийцы мужчин-вандалов преимущественно убивали, а женщин и детей обращали в рабство. Также Прокопий сообщает о притоке рабов из областей, прилегающих к Чёрному морю, в частности из Лазики, жители которой обменивали товары византийских купцов на рабов. Рост количества рабов в империи в империи в VI веке можно оценить только по косвенным признакам, например, по значительному увеличению упоминаний в египетских папирусах.
Цены на рабов варьировались в зависимости от эпохи и провинции. В папирусах (P. Stras. 1404) встречается цена в 4 номисмы для чёрных рабов, ввозимых эфиопскими торговцами. Законодательство Юстиниана установило постоянные цены на рабов в зависимости от их категории: 20 солидов за раба без особых достоинств, 30 солидов за евнуха старше 10 лет, 40 — за раба, обученного какой-либо профессии, 50 — если он может исполнять обязанности нотария, 60 — если врач или повитуха, 70 — за обученного евнуха старше 10 лет. На стоимость раба влияло его происхождение — склонные к побегу рабы из свободолюбивых народов стоили дешевле, как и строптивые или склонные к самоубийству или воровству. Продажа уроженца империи в чужие страны запрещалась. Византийское правительство облагало ввоз рабов пошлиной, составлявшей в среднем 10 %. Основные таможни были в Гиероне, для кораблей, прибывающих из Восточной Европы и Кавказа, и Абидос для поставок из Средиземноморья. Работорговцы пытались уклониться от уплаты пошлин и процветала контрабанда.
Наряду с торговлей рабами одним из источников поступления рабов была самопродажа или продажа в рабство собственных детей. Законом 329 года императора Константина Великого продажа детей допускалась только в случае крайней нужды, и только новорожденных. Если же оказывалось, что дети были проданы без крайней нужды, то виновные карались смертной казнью как совершившие тяжкое преступление — продавшие свободного человека в рабство. За родителями оставлялось право выкупить детей в любое время. По данным папирусов, в Египте была распространена самопродажа в рабство на определённый срок за еду. Наконец, обращение в рабство выступало в некоторых случаях наказанием за особо тяжёлые преступления (servitus poenae).

## Экономическое значение
В законодательстве Юстиниана I проводилось различение между сельскими и городскими рабами. В сельском хозяйстве рабы трудились в императорских поместьях, в имениях светских и духовных землевладельцев, арендаторов-эмфитевтов, мелких земельных собственников и даже колонов. Рабы, получившие от господина пекулий могли владеть другими рабами (викариями), которые находились у них в полном подчинении.
Особо законодательство Юстиниана выделяло городских рабов (servi urbani). Рабский труд интенсивно использовался мукомолами для вращения жерновов. Рабы подразделялись на тех, кто работал в ремесленных эргастириях, и тех, кто занимался по приказу господина торговлей. В крупных мастерских работало несколько сотен рабов, собственных владельца эргастирия, и наёмных; во главе мастерской также стоял раб. Статус работников государственных корпораций (др.-греч. Δημοσία σωματεία) является предметом дискуссии. С одной стороны, его стремились приобрести, с другой — оказавшись в государственной корпорации, ремесленник навсегда прикреплялся к ней, и его не могло освободить даже получение какого-либо звания. В мастерских, производящих шерстяную и шёлковую одежду, работали целые семьи; свободная женщина, вышедшая замуж за работника-гинециария, разделяла положение мужа. Столь строгие правила не распространялись на другие корпорации, члены которых, возможно, получили свободу в предшествующие столетия. По мнению А. Х. М. Джонса, свободными были оружейники, тогда как ткачи, красильщики и ловцы пурпуровых раковин (лат. murileguli), были рабами. По другой теории, правовой статус свободных и рабов не имел прямой связи с видом деятельности. В VI веке большое число рабов прислуживало в императорских дворцах и частных домах.